# Даринка Грујић Радовић
Даринка Грујић Радовић (1878 — 1958) била је српска добротворка и хуманитарка која је помагала српској ратној сирочади током Првог светског рата међу којима је остала позната и као Мама Грујић.

## Биографија
Рођена је 1878. године у Kрагујевцу у угледној породици Радовић. У Београду је завршила Вишу девојачку школу и затим постала дворска дама краљице Наталије (Обреновић). Пре почетка Великог рата емигрирала је у САД. Њен хуманитарни рад почиње у организацији Српска жена која је сарађивала са америчким Црвеним крстом. На њеном челу упознаје Џона Фротингама који тада даје своју прву донацију за Србију. Даринка ће се наћи на челу експедиције Џона Фротингама у пратњи медицинског материјала и опреме који је неколико пута слат за Београд, у организацији овог добротвора.

## Повратак у Србију
Даринка долази у Србију крајем 1914. године. Захваљујући Фротингаму оснива две болнице, у Скопљу и Ђевђелији. Затим одлази у Шабац и околину да би бринула о деци која су остала сирочад после аустроугарских злочина. Искуство у Мачви оставиће снажан утисак на Даринку која се током рата, као и Џон Фротингам, посветила бризи о ратној сирочади. Повлачењем према југу у јесен 1915. са собом је повела преосталу сирочад и коначно у Солуну основала дом који ће убрзо бити премештен у Атину. По уласку Грчке у рат, дом се сели у Тулон и коначно Ницу. Ова установа названа је „Дом за сирочад Џона Фротингама” али је по захтеву свог добротвора променила име у „Српско–амерички дечији дом”. Даринка Грујић била је директор дома који је поседовао забавиште, цркву, школу и све што је требало како би се деца оспособила за самосталан живот и упутили на даље школовање.

## Рад после рата
По завршетку рата Даринка Грујић долази са домом у Врање, а потом у Београд. Она је у договору са Џоном Фротингамом одредила да ће дом радити све док и последње дете из њега не изађе збринуто. Он је привремено смештен у Кошутњаку, а касније у дворцу Марцибањи-Карачоњи у Сремској Каменици. Иако је Даринка више пута тражила да се додели нова земља и изгради зграда за њен дом на Топчидеру, то се није догодило и она ће се скрасити у Срему до затварања 1933. Године. Дом ће наставити да постоји у виду дечијег забавишта у Крунској улици у оквиру Дома „Чарлс Дикенс”. Даринка Грујић  иницирала је велику посету гробу Џона Фротингама у Бијарицу након његове смрти 1935. године заједно са групом виђенијих Срба из Јужне Србије окупљених у Скопљу. Наставила је свој хуманитарни рат и пред сам Други светски рат у оквиру „Београдског женског друштва” чији је председник била. Након Другог светског рата, њена судбина није позната. Даринка Грујић умире 1958. године. Покушај да се пронађе њен гроб на Новом гробљу у Београду није уродио плодом, јер њеног имена нема у евиденцији сахрањених.